# مجتمع الحشف
مجتمعات الحشف (بالإنجليزية : Fouling communities ) عبارة عن طوائف أو مجتمعات من الكائنات الحية التي تتواجد على جوانب الأحواض ، المراسي البحرية «المرافئ» ، الموانئ ، و القوارب في جميع أنحاء العالم . وتتميز هذه المجتمعات بتواجد مجموعة متنوعة من الكائنات الحية اللاطئة بما في ذلك الزقيات والمرجانيات والرخويات والحلقيات بانية الأنبوب و شقائق النعمان البحرية وغيرها . وتتضمن الحيوانات المفترسة الشائعة على وحول مجتمعات الحشف شملت السرطانات الصغيرة ، نجم البحر ، السمك ، البطلينوسات ، الخيتونات ، و بطنيات القدم الأخرى .
ولقد تم تسليط الضوء على المجتمعات الحشفية بشكل خاص في مؤلفات علم البيئة البحرية كمثال محتمل للحالات المستقرة البديلة من خلال أعمال جون ساذرلاند (بالإنجليزية :John Sutherland ) عام 1970 في UNC (جامعة كارولينا الشمالية)  ، على الرغم من أن هذا قد أصبح لاحقاً محل تساؤل من قِبل كونيل وسوسا .

## وصلات خارجية
- http://www.ncl.ac.uk/barnacles is the Newcastle University barnacle and biofouling information site